# Taufa
Según la mitología tongana, Taufa era un dios del mar adorado por los jefes Ti'i Tungi de Tongatapu Oriental y por la familia real de Tonga por curar al rey Jorge Tupou I.
Entre sus advocaciones, se le atribuye la protección los jardines. Para que el propietario pudiera obtener esta protección, tenía que trenzar una hoja de coco en forma de tiburón. Taufa es a la vez un dios del mar y de la tierra. Como dios del mar aparece en forma de tiburón.